# جمال جاكسون
جمال جاكسون (بالإنجليزية: Jamaal Jackson)‏ هو لاعب كرة قدم أمريكية أمريكي، ولد في 8 مايو 1980 في ميامي في الولايات المتحدة.

## وصلات خارجية
- جمال جاكسون على موقع مرجع كرة القدم المحترفة.كوم (الإنجليزية)